# ジャーマン・ショートヘアード・ポインター
ジャーマン・ショートヘアード・ポインター（英：German Short-haired Pointer）は、ドイツ原産のポインター犬種の一つである。ドイツ名はドイチャー・クルツハーリガー・フォルシュテフンド（英：Deutscher Kurzhaariger Vorstehund）。

## 歴史
19世紀中期にドイツのハンターによって生み出され鳥狩りに駆使され、持久力と粘り強さがあり、俊足で、回収作業もこなす優秀なポインター犬種を目指して作出された。ジャーマン・ブロークンヘアード・ポインターらしき犬種にスパニッシュ・ポインター、イングリッシュ・ポインター、ダルメシアンなどを交配させて誕生した。
他のジャーマン・ポインター種と同じく、獲物のにおいを追跡してポイントを行い、それをもとに主人が撃ち倒したら、撃たれた獲物を回収して持ってくるのが本種の仕事である。ショートヘアードは主にアライグマやシカといった、大型哺乳類をメインに追跡を行なう。
ドッグショーと狩猟の両立が可能であったため、1900年代からは世界的に知られて人気が広がった。しかし、主にドッグショーをメインに使う犬（以下 ショータイプの犬）が過度に改造されてしまったせいでそのタイプの犬はショーと猟の掛け持ちが出来なくなり、犬質が悪化し人気が低迷した。だが、猟をメインに使う犬（以下 実猟タイプの犬）の人気は衰えることが無く、熱心な愛好家の手によって実猟タイプの犬の血がショータイプの犬の血統に少し加えられることになり、犬質が改善されてもとの健康を取り戻すことが出来た。
現在も世界的に人気が高いが、多くは実猟犬として飼育されている。日本には数年に一回国内で仔犬が生まれ、国内登録が行われ、爆発物探知犬としても駆使されている。

## 特徴
ショータイプと実猟タイプの違いは、狩猟本能の高さや体の締まり方などであるが、この違いは外見上では（並べて見ないと）よく分からない。だが、飼育されているものの大半は実猟タイプのもので、性格面などはショータイプのものと大差がなくなりつつある。
どちらもスリムで引き締まった体つきをしているが、実猟タイプのものはもう少し筋肉質の体つきをしている。マズル・脚・胴・尾は長く、走るのが速く嗅覚が優れている。目は小さめで耳は垂れ耳、尾は先細りの飾り毛の無い垂れ尾だが、半分から4分の1程度の長さに断尾されることもある。コートはスムースコートで、毛色はレバーの単色、レバー単色にホワイトのパッチが入ったもの、レバーのローンを地として、レバーの斑が入ったものの3パターン。体高は雄58〜64cm、雌53〜58cmで、体重は雄25〜32kg、雌20〜27kgの大型犬。性格は陽気で優しく、温厚である。しつけもよく入るが、とても体力が多く、走り回ることと泳ぐことが大好きである。狩猟本能は両タイプとも高く（ショータイプの犬はやや押さえられている）、ものをにおいで探して獲ってくることも多い。このため危険物を触って事故を起こす可能性もあるが、犬の範囲内にそういったものを置かないことにより簡単に回避することが出来る。かかりやすい病気は股関節形成不全、心臓病、癌などがある。